# Théâtre libre
Pour les articles homonymes, voir Eldorado (homonymie) et Comédia.
Ne doit pas être confondu avec Théâtre-Libre.
Le Théâtre libre, anciennement Eldorado puis Comédia, est une salle de spectacles parisienne située au 4, boulevard de Strasbourg dans le 10e arrondissement de Paris. Il porte le nom de Théâtre libre depuis 2017.

## Historique
Édifié en six mois par l'architecte Charles Duval à la place du manège Pellier, il est inauguré le 30 décembre 1858, mais trop luxueux, il connaît une première faillite avant d'être transformé en 1862 par son nouveau directeur, Lorge, en ce qui deviendra le café-concert le plus célèbre de Paris pendant plus de 60 ans : l'Eldorado. Lorge supprime la corbeille en même temps que le renouvellement obligatoire des consommations. Thérésa, qui deviendra la première grande vedette du caf'conc, y fait ses débuts en 1862. Antoine Renard y crée Le Temps des cerises en 1868. Éléonore Bonnaire, Augustine Kaiser, Marie Lafourcade, Paulus et Anna Judic s'y produisent également, puis Yvette Guilbert et Polaire sous la direction des époux Allemand. M. Allemand ajoute une marquise métallique à double coupole au-dessus de l'entrée du théâtre en 1893. Sa veuve, puis son neveu, font également des travaux d'embellissement, transformant l'établissement en music-hall. On y projette des films cinématographiques dès 1896. Mistinguett y fait ses débuts et Dranem y reste pendant 21 ans. Le comique troupier Bach y crée Quand Madelon... en 1914. Le jeune Maurice Chevalier et Raimu s'y produisent également. En 1920, les tours de chant sont supprimés au profit de comédies légères.
La salle est détruite et entièrement reconstruite par l'architecte Pierre Dubreuil en 1932 et se consacre au cinéma de façon grandiose avec ses 2 000 places. La salle de cinéma ferme ses portes en juillet 1981 pour se consacrer par la suite au théâtre et à l'opérette.
Une partie du bâtiment (entrée, salle et sculptures) est inscrit au titre des Monuments historiques le 5 octobre 1981 et bénéficie dès lors du label « Patrimoine du XXe siècle ».
La salle connaît des nouvelles rénovations en 1994. En 2000, son nouveau propriétaire, Maurice Molina, doit renoncer au nom et choisit celui de Comédia,.
En 2011, Jack-Henri Soumère, directeur de l'Opéra de Massy, devient propriétaire du théâtre. Dans la nuit du 3 au 4 octobre 2011, une partie du plafond du théâtre s'effondre. 
En mars 2013, Marc Ladreit de Lacharrière (Fimalac) rachète le théâtre, en association avec  Michel Lumbroso (K-WET Production), pour y produire la revue de Thierry Mugler Mugler Follies, créée le 10 décembre suivant. S'y jouent par la suite principalement des comédies musicales, telles que Mistinguett, reine des années folles, Madiba, le musical, Aladin, faites un vœu ! ou plus récemment Un été 44. En 2017, le théâtre est racheté par Jean-Marc Dumontet qui le renomme Théâtre libre.

## Spectacles
Direction Maurice Molina
- 28 mars - 21 juin 2008 : Fame
- 8 octobre 2008 - 31 janvier 2009 : Grease
- 5 février - 10 avril 2010 : Spamalot
- 16 septembre 2010 - 2 janvier 2011 : Mike, laisse-nous t'aimer

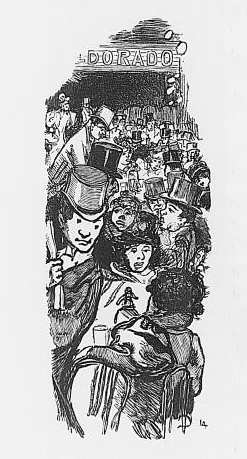
« La sortie de l'Eldorado » par Auguste Lepère, 1895

- 20 janvier - 27 février 2011 : Amor Amor à Buenos Aires

Direction Jack-Henri Soumère
- 19 juillet - 3 septembre 2011 : L'Empiafée
- 20 septembre - 3 octobre 2011 : La Belle de Cadix

Direction Nicolas Marsicano
- 5 avril 2013 - 5 mai 2013 : The Full Monty
- 9 décembre 2013 - 31 mars 2015 : Mugler Follies
- 17 avril 2015 - 3 janvier 2016 : Mistinguett, reine des années folles
- 17 octobre 2015 - 3 janvier 2016 : Aladin, faites un vœu !
- 21 janvier 2016 - 28 mars 2016 : Madiba, le musical
- 4 novembre 2016 - 26 mars 2017 : Un été 44
- 21 octobre 2017 - 7 janvier 2018 : Émilie Jolie